# 北方町蔵田
北方町蔵田（きたかたまちくらた）は、宮崎県延岡市の町名である。2025年１月1日現在、人口190人（男103人、女87人）、世帯数91世帯である。郵便番号は、882-0127、番地につく干支は「辰」である。

## 地理
延岡市の南西部、旧北方町の南部、五ケ瀬川左岸に位置する。九州中央自動車道が町域を横断し、五ヶ瀬川に沿って国道218号および宮崎県道237号北方高千穂線が走行する。
町域西端の天馬大橋東詰めに蔵田交差点があり、九州中央自動車道と国道218号が合流する。
北を北方町八峡（午）、北東を北方町藤の木（酉）、東を北方町うそ越（子）・北方町南久保山（子）、南東を北方町川水流（卯）と接し、五ケ瀬川を挟んで南を北方町上崎（辰）、西を北方町早日渡（辰）と接する。

## 歴史

### 沿革
- 2007年3月31日 - 北方町が延岡市に編入。「辰」のうち、通称地名「上崎」をもって「北方町上崎」が設置される。

## 小・中学校の学区
公立小・中学校の通学域は以下の通り。
小・中一貫校
- 延岡市立北方学園

## 交通

### 道路
- 九州中央自動車道（北方延岡道路） - 蔵田交差点
- 国道218号（天馬大橋）
- 宮崎県道237号北方高千穂線